# Ushuaia
Ushuaia er hovedbyen i den argentinske provins Tierra del Fuego og en af verdens sydligst beliggende byer. Byen har 82.615 (2022) indbyggere og ligger i et bjergrigt landskab ved Beaglekanalen på Tierra del Fuegos sydkyst. 
Andre steder som konkurrerer om at være verdens sydligst beliggende by er Puerto Williams i Chile, som ligger på en sydligere breddegrad, men er betydelig mindre, og Punta Arenas i Chile, som er betydelig større, men ligger lidt længere mod nord end Ushuaia. Desuden findes der små bosættelser syd for Ushuaia som for eksempel de argentinske baser på Antarktis, men ingen af disse har mere end 100 indbyggere.
Briterne gav stedet sit navn ud fra det navn, urbefolkningen havde for området. I næsten halvdelen af 1900-tallet bestod stedet mest af et fængsel for nogle af Argentinas farligste fanger. Argentina ville anvende Tierra del Fuego lige som briterne oprindeligt anvendte Australien, dvs. som et deportationssted fjernt fra hjemlandet. Fangerne blev dermed nybyggere og opbyggede området omkring fængslet på egen hånd. De anlagde også en jernbane til kolonien, som fremdeles er verdens sydligste jernbane og bruges af turister som Tren del Fin del Mundo (Toget til Verdens Ende). 
Klimaet i Ushuaia og omegn er køligt. I sommerperioden oktober-marts ligger gennemsnitstemperaturerne mellem 5 og 14 grader og om vinteren falder der sne. 

## Turisme
Byens nærhed af Ildlandet Nationalpark og omgivelsernes enestående natur gør Ushuaia et velbesøgt turistmål, med bl.a. udgangspunkt for Antarktisekspeditionerne og havn for krydstogtskibene. 
Et interessant turistmål er det lokalhistoriske museum Museo del Fin del Mundo („Museet for Verdens Ende“), som blev åbnet 1979. 
Fra gletsjeren Glaciar Martial i nærheden af Ushuaias har man en vidunderlig udsigt over byen, til de chilenske Bjerge på den anden side af Beaglekanalen og til fyrtårnet Faro del Fin del Mundo. Interessant er en sejltur på Beaglekanalen, hvor mange fuglearter, pingviner og søløver kan ses.
Byen er præget sf ældre historiske bygninger. Gennem tiderne har mange europæiske ekspeditioner udforsket klima, geografi, fauna og flora og den oprindelige indianer befolkning. 
Der er mange butikker, restauranter og hoteller, men priserne er højere end andre steder i Argentina på grund af de mange krydstogtskibe.